# Nottingham Open 2005
Il Nottingham Open 2005 è stato un torneo di tennis giocato sull'erba. È stata la 19ª edizione del Nottingham Open, 
che fa parte della categoria International Series nell'ambito dell'ATP Tour 2005.
Si è giocato al Nottingham Tennis Centre di Nottingham in Inghilterra, dal 13 al 19 giugno 2005.

## Campioni

### Singolare
Richard Gasquet ha battuto in finale  Maks Mirny con il punteggio di 6–2, 6–3

### Doppio
Jonathan Erlich /  Andy Ram hanno battuto in finale  Simon Aspelin /  Todd Perry con il punteggio di 4–6, 6–3, 7–5